# الوردة الأخيرة (مسلسل)
الوردة الأخيرة مسلسل سوري أنتج عام 2006 من تأليف: خالد خليفة، وإخراج: محمد فردوس أتاسي. وبطولة: وائل رمضان وصبا مبارك.

## قصة المسلسل
تدور قصة المسلسل في مدينة حلب أيام الاحتلال الفرنسي في الأربعينات من القرن الماضي حول ضابط فرنسي قام بدوره وائل رمضان، يقع في حب فتاة سورية قامت بدورها صبا مبارك صاحبة الشخصية القوية والوجه الحسن وعازفة البيانو لكن شقيقها يعتقل بسبب مقاومته للاحتلال ويستلم قضيته هذا الضابط فيقع في حيرة بين حبه لهذه الفتاة وبين مهمته الوطنية إلا أنه يختار الركض وراء عواطفه وإنقاذ شقيق حبيبته من الإعدام والتخلي عن مهمته كضابط فيتم حبسه وتجريده من الجيش ونفيه إلى جزر القمر فيتم اللقاء الاخير بين العاشقين في محطة القطار أثناء ذهابه إلى النفي وتعطيه الوردة الأخيرة وينتهي المسلسل بفراقهما.

## أبطال المسلسل
- وائل رمضان في دور الضابط الفرنسي فرنسوا.
- صبا مبارك في دور ردينة.
- وفاء موصللي في دور أم مهدي.
- فارس الحلو في دور مهدي شقيق ردينة.
- نضال نجم في دور وحيد.
- جيهان عبد العظيم
- عبد المنعم عمايري
- ديمة الجندي في دور سعاد.
- جمال قبش